# 추흘로마

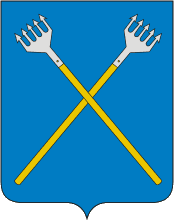
시 문장

추흘로마(러시아어: Чухлома́)는 러시아 코스트로마주 북서부에 위치한 도시로, 인구는 5,464명(2002년 기준)이다. 추흘로마 호와 접하며 갈리치에서 철도로 50km, 코스트로마(코스트로마 주의 주도)에서 북동쪽으로 171km 정도 떨어진 곳에 위치한다.
1381년 문헌에 처음 등장했지만 동란 시대 때 파괴되었고 1778년 시로 승격되었다.